# Thiratoscirtus minimus
Thiratoscirtus minimus es una especie de araña saltarina del género Thiratoscirtus, familia Salticidae. Fue descrita científicamente por Dawidowicz & Wesołowska en 2016.
Habita en Kenia.